# Lijst van Afrikaanstalige schrijvers en dichters (Zuid-Afrika)
In deze lijst komen schrijvers en dichters voor die publiceren in het Afrikaans.In Zuid-Afrika kent men elf officiële talen; het Afrikaans, verwant aan het Nederlands, is er daar een van. Afrikaans wordt ook in delen van Namibië, Botswana en Zimbabwe gesproken. Meer informatie over schrijvers is te vinden in J.C. Kannemeyer's "Die Afrikaanse literatuur 1652-2004" en Caleidoscoop van Susan van der Ree.  Voor Engelstalige auteurs ga naar de Lijst van Zuid-Afrikaanse schrijvers en dichters. Voor schrijvers en dichters uit het hele werelddeel Afrika ga naar Lijst van schrijvers uit Afrika.

## A
- Hennie Aucamp

## B
- Eleanor Baker
- Christian Johan Barnard
- Mark Behr
- Pirow Bekker
- Hendrik S.H van Blerk
- Ronnie Belcher
- Peter Blum
- Herman Charles Bosman
- Annelie Botes
- Jaco Botha
- Marthinus Christoffel Botha
- Breyten Breytenbach
- Kerneels Breytenbach
- André Brink
- Melt Brink
- Jochem van Bruggen
- Floris Brown
- Simon Bruinders

## C
- Johannes Francois Elias Celliers
- Rika Cilliers
- T.T. Cloete
- Sheila Cussons

## D
- Fanie de Villiers (Kleinboer)
- Izak Louis (IL) de Villiers
- Abraham H. de Vries
- Dido
- Clinton du Plessis
- Izak D Du Plessis
- Pieter Georg (PG) Du Plessis
- Heilna Du Plooy
- Jacobus Daniël du Toit
- S.J. Du Toit

## E
- Elisabeth Eybers

## F
- Vernie A February
- Jeanette Ferreira
- Jaco Fouché
- Corlia Fourie
- Pieter Fourie
- Arthur N Fula

## G
- J.M.(Rita) Gilfillan
- Jeanne Goosen
- Rachelle Greeff
- Henriette Grové

## H
- Pieter Jacobus (PJ) Haasbroek
- Joan Hambidge
- Anna Petronella van Heerden
- Etienne van Heerden
- Christiaan M van den Heever
- Toon van den Heever
- C.P. Hoogenhout
- Daniel Hugo
- Emma Huismans

## J
- Ena Jansen
- Valda Jansen
- W.P. Jensma
- Ingrid Jonker
- Elsa Joubert
- Irma Joubert
- Marlise Jouber

## K
- Harry Kalmer
- Ronelda Kamfer
- John D Kestell
- Rosa Keet
- Kleinboer
- Koos Kombuis
- Elizabeth Kotze
- M.Uys Krige
- Antjie Krog
- Louis Kruger
- J.C. Kannemeyer

## L
- Johann de Lange
- C.J. Langenhoven
- C. Louis Leipoldt (1880-1947), dichter
- Andre Leroux
- Etienne Leroux
- Jan Lion Cachet
- Anna M. Louw
- George Louw

## M
- Maretha Maartens
- Lucas Malan
- Eugene Marais
- Johann Lodewyk Marais
- Dalene Matthee
- Johannes van Melle
- Kirby van der Merwe
- Deon Meyer
- John Miles (schrijver)
- Petra Müller

## N
- Carl Niehaus
- Dolf van Niekerk
- Marlene van Niekerk
- Peter H Nortje

## O
- Vincent Oliphan
- Fanie Olivier
- Johan F van Oordt
- Deon Opperman

## P
- Patrick Petersen
- S.V. Petersen
- P.J. Philander
- Abraham Phillips
- Fransi Phillips
- Andries A Pienaar
- Koos Prinsloo

## R
- Jan Rabie
- Francis W Reitz jr.
- Ina Rousseau
- Leon G Rousseau

## S
- Riana Scheepers
- Karel Schoeman
- Andrew H.M. Scholtz
- Ingrif Scholtz
- Dan Sleigh
- Adam Small
- Bartho Smit
- Berta Smit
- Peter Snyders
- Lina Spies
- JC Steyn
- Wilma Stockenström
- Alexander Strachan
- Leon Strydom

## T
- Barend J. Toerien
- Jan van Tonder
- Totius - pseudoniem

## U
- Pieter-Dirk Uys

## V
- Eben Venter
- Francois A Venter
- Lettie Viljoen
- I.L. de Villiers
- Gert Vlok Nel
- Abraham H de Vries
- Marita van der Vyver

## W
- Herman Wasserman
- George H. Weideman
- Reza de Wet
- Melvin Whitebooi
- Hein Willemse
- Ingrid Winterbach
- Johan van Wyk
- Nicolaas Petrus van Wyk Louw (1906-1970), schrijver en dichter

## Z
- Wium van Zyl